# Чижков, Николай Иванович
Николай Иванович Чижков (1925—1950) — участник Великой Отечественной войны, полный кавалер ордена Славы.

## Биография
Родился в селе Никольское, 20 декабря 1925 в крестьянской семье. Окончил 7 классов школы и ремесленное училище. Работал на металлургическом заводе в городе Кулебаки. С февраля по июль 1943 проходил службу в запасной роте, которая дислоцировалась во Владимире. С сентября 1943 в действующей армии, во время боев, был дважды ранен. 25 августа 1944 во время боев за Даромин (Польша), уничтожил около 10 солдат противника. 7 сентября 1944 награжден орденом Славы 3 степени. Во время форсирования Одера (23-26 января 1945), многократно устранял прорывы в линии связи. Уничтожил 7 вражеских военнослужащих (в их числе 1 офицера). 29 марта 1945 награжден орденом Славы 2 степени. Во время взятия Берлина (25 апреля-2 мая 1945), постоянно восстанавливал связь между стрелковыми и танковыми формированиями. Окончил Ульяновское военное училище связи (в сентябре 1947). Служил в ГДР. Трагически погиб 10 сентября 1950.

## Награды
- Орден Красной Звезды (13 марта 1945);[1]
- Орден Славы 1 степени (27 июня 1945);[2]
- Орден Славы 2 степени (29 марта 1945);[3]
- Орден Славы 3 степени (7 сентября 1944);[4]
- Медаль «За отвагу» (31 января 1944).[5]
- Медаль "За победу над Германией в Великой Отечественной войне 1941-1945 гг." (9 мая 1945);
- Медаль "За взятие Берлина" (9 июня 1945).